# Campionato europeo femminile di pallacanestro Under-18 2005
Il Campionato europeo femminile di pallacanestro Under-18 2005 (noto anche come FIBA EuroBasket Women Under-18 2005) si è svolto in Ungheria, a Budapest.

## Classifica finale
| Campione d'Europa   | Campione d'Europa | Campione d'Europa |
| ------------------- | ----------------- | ----------------- |
| Serbia e Montenegro |                   |                   |
| Argento             | Spagna            |                   |
| Bronzo              | Francia           |                   |
| 4.                  | Rep. Ceca         |                   |
| 5.                  | Russia            |                   |
| 6.                  | Ungheria          |                   |
| 7.                  | Lituania          |                   |
| 8.                  | Slovacchia        |                   |
| 9.                  | Germania          |                   |
| 10.                 | Turchia           |                   |
| 11.                 | Belgio            |                   |
| 12.                 | Bulgaria          |                   |
| 13.                 | Polonia           |                   |
| 14.                 | Grecia            |                   |
| 15.                 | Croazia           |                   |
| 16.                 | Italia            |                   |